# ماساتو أكاماتسو
ماساتو أكاماتسو (باليابانية: 赤松真人؛ بالكانا: あかまつ まさと) هو لاعب كرة قاعدة ياباني، ولد في 6 سبتمبر 1982 في فوشيمي-كو في اليابان.

## وصلات خارجية
- ماساتو أكاماتسو على موقع الدوري الياباني لكرة القاعدة (الإنجليزية)
- ماساتو أكاماتسو على موقعبيزبول رفرنس.كوم (الدوري الثانوي) (الإنجليزية)